# Bosó (fill de Bosó l'Antic)
Bosó ([820/25]-[874/78]) fou un suposat fill de Bosó l'Antic, el fundador de la família dels Bosònides.
El parentiu està basat en l'onomàstica. Regino parla dels "germans de la reina Teutberga" (Teutberga era fill de Bosó l'Antic) apel·lant davant el papa després de la repudiació de la seva germana per Lotari II, però això només prova que tenia més d'un germà i els noms no són segurs encara que Bosó és molt probable.
Com el seu pare fou comte en algun lloc d'Itàlia; se l'assenyala com a comte de Valois (855-874) però això és més dubtós. Es va casar vers 845/850 amb Engiltrudis filla del comte Matfrid d'Orleans, que l'hauria abandonat per marxar amb un vassall de nom Wangeri vers 856 o 857, amb el que es creu que tenia relacions adúlteres, i fou excomunicada el 866.
Va tenir dues filles que van litigar per l'herència materna amb el seu germanastre Jofré i el papa els hauria donat la raó el 878.